# 格伦伍德 (阿拉巴马州)
格伦伍德（英文：Glenwood），是美国阿拉巴马州下属的一座城市。面积约为0.73平方英里（约合1.89平方公里）。根据2010年美国人口普查，该市有人口187人，人口密度为255.81/平方英里（约合98.94/平方公里）。